# 福間競馬場
福間競馬場（ふくまけいばじょう）は、福岡県宗像郡福間町（現在の福岡県福津市）に存在した競馬場である。正式名称は福間町営競馬場（ふくまちょうえいけいばじょう）。1959年廃止。

## 概要
最寄り駅は西鉄宮地岳線西鉄福間駅。海岸から松林を隔てただけの、非常に海に近い競馬場であった。
競馬開催中は、宣伝のため、少し離れた場所にある国鉄福間駅周辺を馬が練り歩いたという記録がある。

## 歴史
福岡県では1927年の地方競馬規則公布以降、春日原、飯塚、久留米の3競馬場が開催されていたが、1939年の軍馬資源保護法により3場は廃止され、鍛錬馬競走を行うための競馬場として、福岡県畜産組合連合会により新たに福間町に競馬場を新設、福間競馬場で1940年から1944年にかけて鍛錬馬競走が行われた。
太平洋戦争後の1946年、地方競馬法が公布され、再び地方競馬が復活することになると、福間競馬場も同年から競馬を再開、1948年7月の新競馬法により公営競馬となった。当初の主催者は福岡県、大牟田市、久留米市、福岡市、門司市、八幡市の各市、および福間町であったが、後に福岡県町村競馬組合が設置され、1959年まで開催されたが、同年をもって廃止された。1956年には八幡競馬場も廃止されていたため、以後福岡県内において地方競馬は開催されていない。なお中央競馬では北九州市の小倉競馬場が現在も開催されている。

## 現況
競馬場自体は廃止後しばらく放置されていたが、1970年代になって再開発が始まり、福岡厚生年金スポーツセンター（現在のサンピア福岡）と、福岡県消防学校、福岡県警の官舎等が建設された。2010年前後には厚生年金スポーツセンターも廃止され、2023年時点では多くの敷地が住宅地となっている。